# Nahlaksia
Nahlaksia is een geslacht van rechtvleugeligen uit de familie sabelsprinkhanen (Tettigoniidae). De wetenschappelijke naam van dit geslacht is voor het eerst geldig gepubliceerd in 1998 door Ingrisch.

## Soorten
Het geslacht Nahlaksia omvat de volgende soorten:
- Nahlaksia bidadari Ingrisch & Tan, 2012
- Nahlaksia suphattra Ingrisch, 1998